# Ceratostylis calcarata
Ceratostylis calcarata är en orkidéart som beskrevs av Rudolf Schlechter. Ceratostylis calcarata ingår i släktet Ceratostylis och familjen orkidéer. Inga underarter finns listade i Catalogue of Life.